# حريتان
حريتان بلدة وناحية إدارية تابعة لمحافظة حلب في سوريا تقع على بعد 10 كم شمال غرب حلب على الطريق الدولية المؤدية إلى تركيا وتتبع إداريا إلى منطقة جبل سمعان. بلغ عدد سكان الناحية والبلدة ما يقارب 67,745 نسمة حسب تعداد عام 2004.
حريتان بلدة مشهورة منذ القدم بتزويد حلب بالغلال الزراعية يعود سكن الإنسان فيها إلى المراحل الحثية والاغريقية وقد بنيت على تلة ضمن سلسلة هضبة حلب ترتفع 428 م عن سطح البحرويمكن منها في الأيام الربيعية الباردة مشاهدة قمة جبل نور وقمته 2240 م في لواء اسكندرون المطل أيضا على خليج إسكندرون من سلسلة جبال الأمانوس على بعد حوالي 80 كم إلى الغرب من حلب. يمكن من مدينة عفرين أقصى شمال غربي سورية الحدودية الاستمتاع برؤية مشاهدة سلسلتها بكل وضوح يوميا. وقد اختار العديد من المخرجين تصوير أفلامهم في تلال حريتان التي تطل منها على قلعة حلب وجبل سمعان الذي يبعد عنها في خط نظر حوالي 10 كم.
تعتبر تاريخيا من أقدم وأقرب البلدات المحيطة بحلب التي سكنها الإنسان وذلك لسهولها الزراعية الواسعة والتي اعتمدت المدينة وبقية البلدات القريبة الأخرى عليها لتأمين حاجاتهم من المحاصيل الزراعية. وإلى سهولها الشرقية تنتهي الممرات السرية في قلعة حلب منذ تاسيسها قبل آلاف السنين، وفيها اوابد تاريخية تعود للرومان واليونان وضعت تحت حماية دائرة الاثار في حلب في تلة معروفة في شمالها الشرقي تسمى «كفتان» ويمكن لمن يحب التريض في سهولها الشرقية العثور على نقود برونزية وفضية في مجاري الأودية الصغيرة بين الحقول والكروم حتى اليوم. وتوجد آثار تاريخية اغريقية أخرى غربي البلدة جنوب «الهراميس».
تقع على بعد 8 كيلومتر شمال غربي حلب وهي مركز ناحية تابعة لقضاء جبل سمعان تم ضمها لمدينة حلب قبل عقدين تقريبا، تنشط في أطرافها الأربعة الحركة العقارية والمعمارية وتزداد اتساعا سيما المنطقة الواقعة بينها وبين القبر الإنجليزي الذي شهد معركة شهيرة بين الجيش العثماني خلال انسحابهم من شمال سورية مطلع عام 1919 حين رمى قائد المدفعية العثماني طلقات من موقع على تلة تبعد 2 كم تقع أعلى قرية حيان المجاورة على فرقة الخيالة البريطانية التي كانت تلاحقهم ونجم عنها سقوط عدد كبير من القتلى في صفوف الجنود البريطانيين تم دفنهم في المنطقة نفسها وأقام الغزاة البريطان بعدها لهم نصبا تذكاريا لهم عند هذه التلة التي عرفت عند الناس فيما بعد ب القبر الإنجليزي، وعندما قررت الحكومة قبل سنوات البدء بتنفيذ توسعة الطريق الدولي العابر نحو تركيا اضطرت بلدية حلب لتأخير المشروع فنرة طويلة لأسباب ديبلوماسية قبل أن توافق الخارجية البريطانية ممثلة بسفيرها في دمشق على زحزحة النصب التذكاري عدة أمتار فقط إلى يمين الاوتوستراد.
كما أن قرار فتح الحدود «التاريخي» بين البلدين الجارين الشقيقين يوم 13/10 /2009 والذي تبناه الرئيس السوري بشار الأسد ورجب طيب أردوغان رئيس الوزراء التركي جعل من البلدة التي تضم على جانبي الطريق الدولي حلب -عنتاب العديد من الأسواق وأكبرها في مدينة حلب اليوم «محطة تجارية» أساسية للمغادرين والقادمين في الاتجاهين ومحطة تسوق أساسية للقادمين من الجانب التركي نظرا لقيمة السلع المتوفرة على جانبي الحدود «الممحوة» حديثا. وفتح مجالا طيبا للتبادل التجاري وعودة العلاقات الاجتماعية لطبيعتها السابقة، حيث تتشابه بل تشترك في ماض عريق بشكل كامل حتى عندما نقارب بين حلب وعنتاب المجاورة تجدها تشترك في التصميم العمرني لا النسيج الاجتماعي فقط وتميز عنتاب أيضا وجود قلعة كبيرة وسط البلد ويمكن اعتبارها نسخة صغيرة من حلب وتشترك المدينتين في العادات والقيم مع فارق الموقع والقوة الاقتصادية لكن حلب أكبر «سكانا» خمسة مرات من عنتاب المجاورة وهي العاصمة الصناعية والتجارية لسورية، كما اعاد القرار الذي «له ما بعده» إحياء العلاقات الاخوية التاريخية بين الناس في الطرفين وهم بالأصل عائلات ذات جذور مشتركة ومترابطة جدا عبر التاريخ توقفت قسريا بعد الاحتلال الإنجليزي 1918 ثم الفرنسي 1920 واتفاقية سايكس بيكو التي مزقت المنطقة والخلافة العثمانية لاشلاء قبل 90 عاما. وان كانت الدوافع لذلك في حقيقة الأمر فرضتها عليهم الأجندة الجيوسياسية والاقتصادية بالدرجة الأولى لضرورة عبور الغاز من سورية والخليج ومصر ليلتقي وسط تركيا مع خط الغاز الاوربي Nabucco-Pipeline القادم من محيط قزوين وأذربيجان تحديدا ثم خطوط المياه التركية في مدينة أضنة. والعابرة خلال المدى المنظور من بوابة حلب نحو مختلف دول الخليج مرورا بإسرائيل.

## السكان
تعتبر مركز نفوس رسمي (إحصاء) قرى يزيد عددها عن اربعون قرية، وهي مركز ناحية منذ الاحتلال الفرنسي الذي انشأ فيها مخفرا للدرك بداية الثلاثينات ولايزال في موقعه على الطريق الدولي البري نحو مدينتي إعزاز وعفرين باتجاه مدينة كلس الحدودية في الطرف التركي. يبلغ عدد سكانها حوالي 40 ألف نسمة.

## الجيش
انضم ل«حماة الديار- آنذاك» منذ تاسيسه بعيد الاستقلال عدد كبير من أبناء البلدة ووصلوا لمراحل مختلفة في القيادة والتراتبية العسكرية وشكلوا نخبة مميزة من ضباط الجيش العربي السوري في كافة صنوف الأسلحة. وقد قدمت البلدة عددا كبيرا من الشهداء في الحروب الماضية مع إسرائيل وخاصة في حرب تشرين التحريرية وعلى راسهم الطيارالرائد الشهيد محمد اسعد حاج يوسف الذي حمل وسام الجمهورية وكرّم من قبل الرئيس الراحل حافظ الاسد بإطلاق اسمه على الثانوية المعروفة التي تخرج منها. والنقيب الشهيد عبد اللطيف نعناع وعدد كبير اخر من بقية الرتب والأفراد. وقاد المقدم محمد وليد حسناتو في صيف 1986 وحدة عسكرية فرضت فك الحصار الذي كان مضروبا على المخيمات في بيروت عندما كان نائبا لرئيس فرع المراقبين السوريين في بيروت وانقذ سكان المخيمات من موت محقق وفتح المجال لمد سكانها بحاجاتهم من المؤن والأدوية والعلاج والخروج منها فيما بعد، والضباط القادة في مختلف الفرق والالوية _ منهم من احيل على التقاعد أو لايزال في الخدمة: عميد محمد علوّ، عميد عبد الرحمن طبشو، عقيد محمد مصطفى عترو، عقيد حسن احمد رستم، عقيد عمر أحمد ابرص، عقيد أحمد مصطفى عترو، مقدم محمود عيدو، طيار رائد محمد أسعد اقرع، عقيد احمد عبد الحي نعناع، عقيد مهندس محمد رجب رستم، عقيد مهندس عبد الرؤوف كور عمر، مقدم مهندس سهيل بوشناق، مقدم محمد بلكش، مقدم محمد طبشو، والكثيرون غيرهم.
_الناحية الاجتماعية:
حريتان بلدة مضيافة واهلها معروفين بحسن المعاشرة ودماثة الاخلاق والاعتداد بالنفس والفخر بتفوقهم في مجالات عديدة وبتقدم فكري وثقافي ونشاط تجاري واهتمام مميز بالحياة السياسية العامة ولذلك فانها تضخمت بانتقال اعداد كبيرة من المدينة لها لطيبة اهلها ولقربها من المدينة وللهواء العليل فيها، وأصبحت منطقة القبر الإنجليزي موقعا وسكنا للنخبة والاثرياء في حلب كلها، وفيها تقريبا نشاط معروف لكافة اشكال الطيف السياسي من أقصى اليمين إلى أقصى اليسار مرورا بالحزب الحاكم طبعا... وفيها عدد من قادة فروع الاحزاب وكوادرهم المشهورين وقد تجد في الاسرة الواحد اخوة ينتمون لاحزاب مختلفة متباينة. وتعتبر حريتان من الناحية الثقافية والاقتصادية والسياسية جزء فاعلا من النشاط المركزي في حلب ويعود ذلك.لنشاط ابنائها وثقافتهم المميزة وطموحهم وحيويتهم المعروفة.